# インプレス
株式会社インプレス（英: Impress Corporation）は、情報技術分野に関するコンテンツ事業を行う日本の企業。
同社の親会社である株式会社インプレスホールディングス（英: Impress Holdings, Inc.）は、日本のメディア企業グループであるインプレスグループの持株会社で、アスキーの共同創業者でもあった塚本慶一郎が設立した。
インプレスグループは、IT、音楽、デザイン、山岳・自然、航空・鉄道、モバイルサービス等の各専門分野に特化した事業会社と、それを支える持株会社インプレスホールディングス等で構成される。

## 概要
1992年、株式会社インプレス（初代、現当社）が設立され、インプレスグループの中核会社となっていた。
その後2004年に純粋持株会社体制へ移行し、現商号の株式会社インプレスホールディングスに変更した。同時に株式会社インプレス（2代）が事業部門を継承して設立されたが、2006年に株式会社インプレスジャパンへ商号変更した。2014年7月、株式会社インプレスジャパンは3社を吸収合併し、株式会社インプレス（3代）に商号変更している。
当社は2000年10月（初代インプレス時代）より、東京証券取引所第一部に上場している。
なお、東京都中央区に本社を置く、株式会社インプレス（法人番号：9010001067368）というIT企業があるが、無関係である。

## 沿革
- 1992年
  - 1月 - 塚本慶一郎が、株式会社ラジオ技術社（1954年5月設立）に資本参加[3]。
  - 4月 - 塚本がIT関連誌の出版を目的として、株式会社インプレス（初代）を設立。
  - 6月 - 塚本が株式会社リットーミュージック（1978年4月設立）に資本参加。
  - 7月 - 塚本が株式会社エムディエヌコーポレーション（1992年1月設立）に資本参加。当社、株式会社リットーミュージック、株式会社エムディエヌコーポレーション、株式会社ラジオ技術社の4社で、インプレスグループを結成。
- 1993年
  - 3月 - パソコン関連誌『ドスブイパワーレポート』創刊。
  - 10月 - 株式会社ラジオ技術社が、株式会社インプレス販売に商号変更
- 1994年
  - 3月 - パソコン入門者向け解説書籍『できるシリーズ第一号-できるExcel 5.0 Windows対応-』を発行。
  - 9月 - インターネット情報誌『インターネットマガジン』創刊。
  - 11月 - ムック『年賀状CD-ROM for Windows』の発行を 開始し、PC向けデータ付出版物市場を開拓。
- 1995年
  - 3月 - ネットメディア「秋葉原マップ」（現在のAKIBA PC Hotline!）を開設
  - 8月 - 株式会社インプレス販売が、オンライン直販サイト「インプレスダイレクト」を開設。
  - 10月 - 米国でのインターネット関連事業を推進するため、IPG Network, Inc.（後のImpress Capital, Inc.）を設立
- 1996年
  - 2月 - 塚本が当社および株式会社リットーミュージックの広告営業部門を分社化し、株式会社インプレスエイアンドディを設立。
  - 2月 - 電子メールを利用したインターネット関連の情報配信サービス「impress Watch」の第一号として「INTERNET Watch」を創刊。
  - 4月 - 「インターネット白書」刊行開始。
  - 7月 - 「PC Watch」を創刊。
  - 10月 - 「窓の杜」を開設
- 1997年
  - 1月 - 株式会社インプレスエイアンドディが楽器マーケットプレイス 「デジマート」を開設。
  - 11月 - 本店を東京都港区南青山四丁目17番49号に移転。
- 1998年
  - 1月 - 株式会社インプレス販売が、インプレスダイレクトにてグループ外商品のオンライン販売に着手。
  - 12月 - ネットメディア「Impress Watch Headline」（現在のINTERNET Watch）を開設
- 1999年
  - 9月 - 株式会社インプレス販売の全株式を取得し完全子会社化。
  - 10月 - 本店を東京都千代田区三番町20番地に移転。
  - 12月 - 株式交換により株式会社リットーミュージック、株式会社エムディエヌコーポレーション、株式会社インプレスエイア ンドディ、株式会社ミュージックメディアリサーチ（株式会社リットーミュージックの子会社）の全株式を取得し完全子会社を取得し完全子会社化し、株式会社インプレスを事業持株会社とするグループ体制に移行。
- 2000年
  - 4月 - 株式会社インプレス販売と株式会社インプレスエイアンドディが合併し、株式会社インプレスコミュニケーションズ発足。
  - 4月 - 「できるネット」を開設。
  - 10月 - 東京証券取引所市場第一部に上場
  - 11月 - 株式会社インプレスコミュニケーションズがインターネットテレビ「インプレスTV」（2008年サービス終了）を開局。
- 2001年3月 - 韓国の金融情報提供会社であるPaxNet, Inc.と合弁で株式会社パックスネットインプレス（2003年3月清算）を設立。
- 2004年
  - 3月 - 電子書籍の市場拡大を目的として、株式会社リーディングスタイル（後の株式会社hon.jp）を設立[4]。
  - 5月 - コンピュータサイエンス及び数学・電子工学分野の専門出版を行う株式会社近代科学社の全株式を取得。
  - 8月 - オープンソースに関する情報メディアサービスを行う株式会社シンクイットの株式を取得し子会社化[5]。
  - 10月 - 純粋持株会社体制に移行。株式会社インプレスホールディングスに商号変更すると共に株式会社インプレス（2代）に事業を承継。
- 2005年
  - 3月 - 企画・発想・コミュニケーション力の源泉となる情報編集に関する教育学習事業を行う株式会社編集工学研究所（1987年7月設立）の株式を取得し子会社化。医学・医療分野の専門出版を行う株式会社メディカルトリビューン（1991年10月設立）の株式を取得し子会社化。
  - 8月 - 株式会社ミュージックメディアリサーチ（1983年12月設立）が、株式会社モバイルメディアリサーチに商号変更
  - 10月 - 株式会社インプレス（2代）が、ITニュースサービス事業を分割し、株式会社Impress Watchを設立
- 2006年
  - 2月 - 株式会社Impress Comic Engine（現：ICE）を設立、モバイル向けマンガ制作・配信事業に参入。
  - 4月 - 株式会社インプレス（2代）が、株式会社インプレスジャパンに商号変更。また会社分割により、株式会社インプレスR&D及び株式会社air impressを設立
  - 6月 - 株式会社エムディエヌコーポレーションがWebデザインとグラフィックの総合情報サイト「MdN Interactive」を開設。
  - 9月 - 中国に現地法人・英普麗斯（北京）科技有限公司（インプレステクノロジー北京）を設立、China Byteグループと提携しImpress Watch中国語版の運営を開始
  - 11月 - 山岳・自然分野の専門出版を行う株式会社山と溪谷社の株式を取得し子会社化。
- 2007年
  - 8月 - 株式会社シンクイットが、株式会社インプレスITへ商号変更
  - 9月 - 関本彰大が株式会社インプレスホールディングスの代表取締役社長に就任
- 2008年
  - 4月 - 株式会社air impressが、株式会社インプレスイメージワークスへ商号変更。株式会社Impress Touchを新設。
  - 7月 - 株式会社インプレスR&Dの会社分割により、同社の事業の一部を新設した株式会社インプレスR&D（新法人）に承継。旧法人は株式会社インプレスビジネスメディアに商号変更。
  - 9月 - 無料送付による月刊IT専門誌『IT Leaders』を創刊
  - 10月 - エレクトロニクス情報誌「EE Times Japan」を発行するE2パブリッシング株式会社の株式を取得し子会社化。
  - 12月 - 関連会社の株式会社デジタルディレクターズ（旧：デジブックジャパン株式会社）の株式を取得し、子会社化。
- 2009年
  - 12月 - 株式会社インプレスジャパンがデジタル一眼レフカメラのWebサービス「GANREF」を開設
  - 12月 - 株式会社編集工学研究所の株式の一部を譲渡。
- 2010年
  - 1月 - アイティメディア株式会社にE2パブリッシング株式会社の全株式を譲渡。
  - 3月 - 株式会社インプレスIT、株式会社hon.jp及びImpress Capital, Inc.の3社が清算手続きを完了。
  - 4月 - 株式会社山と溪谷社が「Yamakei Online （現：山と溪谷オンライン）」12月 -
  - 7月1日 -  株式会社モバイルメディアリサーチが、株式会社IMAに商号変更。
  - 8月 - 株式会社メディカルトリビューン（現：株式会社iメディカル）が、全事業を譲渡。当社は、事業譲渡先の株式会社メディカルトリビューンの株式を新たに取得し、同社は当社の関連会社となる。
  - 12月 - 電子雑誌「OnDeck」を創刊
  - 12月 - 株式会社インプレスイメージワークスが清算手続きを完了。
- 2011年
  - 5月 - 新規事業開発、既存事業の活性化及びR&D等に注力することを目的とし、Impress Business Development合同会社を設立。
  - 5月 - 株式会社インプレスジャパンがAndroidスマーフォンの専門誌「Androider+」を創刊
  - 5月 - 株式会社クリエイターズギルドが、同社の株式一部譲渡により連結子会社ではなくなる。
  - 10月 - 株式会社Impress Comic Engineが株式会社Impress Touchを吸収合併し、株式会社ICEに商号変更。
  - 10月 - 株式会社iメディカルが清算手続きを完了。
- 2012年3月 - 株式会社インプレスR&Dが電子出版とPODを活用した次世代型出版システム「NextPublishing」を開始
- 2013年
  - 2月 - 株式会社メディカルトリビューンの株式を一部譲渡し、医療分野から撤退。
  - 10月 - アジア市場向け事業の日本国内拠点として株式会社IADを、女性向けメディア事業の展開を目指しStyle us株式会社を設立
- 2014年
  - 7月1日 - グループ再編を実施。
    1. 当社および株式会社インプレスコミュニケーションズの両社が会社分割により、グループの経営管理及び販売・物流管理を行う株式会社Impress Professional Worksを設立。
    2. 株式会社インプレスジャパンが、株式会社Impress Watch、株式会社インプレスビジネスメディア、株式会社インプレスコミュニケーションズの3社を吸収合併し、株式会社インプレス（3代）に商号変更。

  - 7月 - アジア市場向け事業の拠点としてImpress Group Singapore Pte. Ltd.をシンガポール現地法人として設立。
  - 11月 - 本店を東京都千代田区神田神保町一丁目105番地に移転。
- 2015年
  - 5月 - 株式会社リットーミュージックがカルチャー全般、実用書等を取扱うレーベル「立東舎」刊行開始[6]。
  - 8月 - モバイルセグメントの株式会社ICEと株式会社デジタルディレクターズが合併（株式会社ICEが存続会社となる）。
  - 12月 - 株式会社インプレス（3代）とStyle us株式会社が合併（株式会社インプレス（3代）が存続会社となる）。
- 2016年
  - 6月 - 唐島夏生が株式会社インプレスホールディングスの代表取締役社長に就任。
  - 7月 - 無在庫でオンデマンドプリントのTシャツを販売する「T-OD（T-shirts On Demand）」を開設。
  - 9月 - 株式会社天夢人の株式を取得し、旅・鉄道分野の事業に参入[7]。
  - 10月 - 一般個人に向けた「著者向けPODサービス（現：ネクパブ・オーサーズプレス）」を開始[8]。
- 2017年
  - 1月 - 株式会社山と溪谷社が生物図鑑専門の電子書籍読み放題サイト「図鑑.jp」を開設。
  - 4月 - 関連会社であった株式会社クリエイターズギルドの株式を追加取得し子会社化。
- 2018年4月 - 非連結子会社であった株式会社天夢人の株式を追加取得し100%子会社とし、連結の範囲に含める。
- 2019年
  - 2月 - 株式会社近代科学社がオンデマンド型の出版サービス「近代 科学社Digital」発行開始
  - 3月 - 株式会社リットーミュージックが多目的スペース「御茶ノ水 RITTOR BASE」を開設
- 2020年
  - 6月 - 松本大輔が株式会社インプレスホールディングスの代表取締役社長に就任。
  - 7月 - グループのデジタルマーケティングを強化するため株式会社iDMPを設立し、連結の範囲に含める。
- 2021年
  - 3月 - 株式会社ICEが新書レーベル「ICE新書」を創刊[9]
  - 4月 - 株式会社InterFM897による第三者割当増資の引受を実施[10]。
  - 5月 - 株式会社インプレスR&Dがライト文芸レーベル「いずみノベルズ」創刊[11]。
  - 8月 - イカロス出版株式会社の株式を取得し完全子会社化[12]。
- 2022年
  - 4月 - 当社の100％子会社である株式会社インプレスR&Dと株式会社メディアドゥを新設分割会社とする共同新設分割により株式会社PUBFUNを設立[13]
  - 7月 - 連結子会社である株式会社Impress Professional Worksが担うグループの経営管理機能を当社へ承継する吸収分割の実施し、株式会社Impress Professional Worksを株式会社IPGネットワークに商号変更。
  - 9月 - 関連会社である株式会社シフカの全株式を取得し、完全子会社化
- 2023年
  - 2月 - 株会社インプレスが株式会社インプレスR&Dを吸収合併し、株式会社インプレスの内に「NextPublishing」推進室を新設[14]
  - 4月 - 株式会社クリエイターズギルドが株式会社iDMPを吸収合併[3]
  - 7月 - 株式会社クリエイターズギルドが株式会社インプレス・デジタル・バリューズに商号変更
- 2024年
  - 1月 - 株会社インプレスが株式会社IADを吸収合併
  - 4月 - イカロス出版株式会社が株式会社天夢人を吸収合併[15]
- 2025年
  - 2月 - 有限会社原の小屋の全株式を譲渡[16]
  - 6月 - 株式会社インプレスと丸善CHIホールディングス株式会社が合弁でITエンジニア向けの技術書籍読み放題サービスの企画運営を行うテックリブ株式会社を設立[17]
  - 7月 - 2期連続で赤字になったことを受け、経営建て直しと柔軟な経営判断を可能にするのを目的として、6月25日開催の株主総会での議決を経て、7月28日に上場廃止。7月1日付で資本金を1億円に減資した上で、7月30日付で株式併合を実施、株主を創業者の塚本とその資産管理会社のT＆Co.のみにし、他の株主からはインプレスHDが株式を買い取る[18][19]。

## 出版・電子出版事業
- デジタルカメラマガジン（雑誌）
- できるシリーズ（パソコン入門書）
- インプレス NextPublishing（電子書籍とプリントオンデマンドの出版レーベル）
  - いずみノベルズ（ライト文芸レーベル）
  - インターネット白書

### 過去の出版物
- DOS/V POWER REPORT
- iNTERNET Magazine
- IT Leaders
- Androider+

## ネットメディア・サービス事業
- Impress Watch
  - INTERNET Watch
  - PC Watch
  - デジカメ Watch
  - AKIBA PC Hotline!
  - AV Watch
  - 家電 Watch
  - ケータイ Watch
  - Watch Video
  - 窓の杜
  - こどもとIT
  - Car Watch
  - トラベル Watch
  - グルメ Watch
  - GAME Watch
  - HOBBY Watch
  - MANGA Watch
- ネタとぴ
- シニアガイド
- できるネット
- GANREF

## ビジネスメディア事業
- クラウド Watch
- IT Leaders
- Web担当者Forum
- ネットショップ担当者フォーラム
- インプレス総合研究所
- Smart Gridフォーラム
- Think IT
- DIGITAL X
- ドローンジャーナル
- Impress Business Library

## グループ企業
- 株式会社インプレスホールディングス（グループ経営・財務戦略の策定、グループ各社の経営管理）

### IT分野
- 株式会社インプレス（IT・PC関連の出版・電子出版事業、ネットメディア・サービス事業、ビジネスメディア事業、ソリューション事業）

### 音楽分野
- 株式会社リットーミュージック（音楽・楽器関連の出版・電子出版事業、ネットメディア・サービス事業、ソリューション事業、楽器販売プラットフォーム事業）

### デザイン分野
- 株式会社エムディエヌコーポレーション（デザイン・グラフィック関連の出版・電子出版事業、デザイン制作の受注）

### 山岳・自然分野
- 株式会社山と溪谷社（山岳・自然関連の出版・電子出版事業、ネットメディア・サービス事業、ソリューション事業）

### 航空・鉄道分野
- イカロス出版株式会社（航空、鉄道、ミリタリー、レスキュー関連の出版・電子出版事業、スクール事業、ソリューション事業）

### モバイルサービス分野
- 株式会社ICE（出版社等パートナー企業のデジタルプラットフォーム開発・運営、 デジタルファースト出版「impress QuickBooks」「ICE新書」「天海社」「CoMax」「Comic curea」等のメディア事業）

### その他の分野
- 株式会社近代科学社（学術・理工学関連の出版事業）
- 株式会社PUBFUN（POD出版サービス事業）
- 株式会社インプレス・デジタル・バリューズ（旧・株式会社クリエイターズギルド、クライアント企業のEC・会員サイト等の開発・構築・運営、Web制作受託事業）
- 株式会社シフカ（UI/UX デザイン及びコンサル、デザイン/イラスト制作等）
- 株式会社IPGネットワーク（旧・株式会社Impress Professional Works、グループ共通事業基盤及びサービス・プラットフォームの構築、運営 ）
- Impress Business Development合同会社（グループプロジェクトの運営・管理）

## 過去のグループ企業
- 株式会社インプレスIT（2010年3月清算）
- 株式会社hon.jp（2010年3月清算）
- Impress Capital, Inc（2010年3月清算）
- 株式会社インプレスイメージワークス（2010年12月清算）
- 株式会社iメディカル（旧・株式会社メディカルトリビューン）（2011年10月清算） - 医療メディア事業会社
- 株式会社金芳堂 - 医学図書出版社
- E2パブリッシング株式会社（2010年1月にアイティメディアへ譲渡）
- 株式会社IMA（旧・株式会社ミュージックメディアリサーチ、旧・株式会社モバイルメディアリサーチ。2011年10月に日本出版販売へ譲渡）
- 株式会社Impress Watch（2014年7月にインプレスジャパンに吸収合併）
- 株式会社インプレスビジネスメディア（2014年7月にインプレスジャパンに吸収合併）
- 株式会社インプレスコミュニケーションズ（旧・株式会社ラジオ技術社、旧・株式会社インプレス販売。2014年7月にインプレスジャパンに吸収合併）
- Style us株式会社（2015年12月にインプレスに吸収合併）
- 株式会社デジタルディレクターズ（旧・デジブックジャパン株式会社、2008年電子書籍取次業を分社化し商号変更、2015年8月に株式会社ICEに吸収合併） - 電子書籍制作会社
- インプレステクノロジー北京（英普麗斯（北京）科技有限公司）（中国現地法人）
- 株式会社iDMP（2023年4月に株式会社クリエイターズギルドに吸収合併）
- 株式会社インプレスR&D（2023年2月にインプレスに吸収合併） - POD出版事業
- 株式会社IAD（2024年にインプレスに吸収合併） - アジア市場向け事業
- 株式会社天夢人（2024年4月にイカロス出版に吸収合併） - 鉄道、歴史、地球環境をテーマにした出版物等の企画・編集・制作・出版
- 有限会社原の小屋 - 山小屋の運営